# Saltvik
För andra betydelser, se Saltvik (olika betydelser).
Saltvik är en kommun på Åland. Saltvik ligger på fasta Åland och gränsar till kommunerna Finström, Geta och Sund. Saltvik har cirka 1 800 invånare. Kommunen har en yta på 
1 167 km², varav 1 007 km² är hav, 7 km² är insjöar och 152 km² är land.

## Historia
Ålands rikaste järnåldersbyggd, med flera gravfält, ligger runt Saltviks kyrka intill Kvarnbäcken i Kvarnbo. Ålands största gravfält från järnåldern, Johannisberg vittnar om att Saltvik hade en central betydelse under åländsk vikingatid.  

Det första kända allmänna landsting på Åland hölls i Saltvik, sannolikt i anslutning till kyrkan. 
Under 1400-talet vet man att tre landsting hölls i Saltvik och att man samlades invid kyrkan.
Enligt ett donationsbrev överlät Kung Magnus Eriksson den 8 juni 1351 Saltviks gård på Åland till biskopsbordet i Åbo. Det är oklart var i Saltvik kungsgården låg.

## Geografi
Ålands högsta berg, Orrdalsklint 129 meter över havet, ligger i Saltvik.
I kommunen ingår byarna Antböle, Bertby, Borgboda, Boxö, Daglösa, Främmanby, Germundö, Hamnsundet,Haga, Haraldsby, Hjortö, Hullby, Kuggböle, Kvarnbo, Laby, Lagmansby, Lavsböle, Lavö, Liby, Långbergsöda, Nääs, Ovanåker, Rangsby, Ryssböle, Ryssö, Saggö, Sonröda, Strömma, Syllöda, Sålis, Toböle, Tängsöda, Tängsödavik, Vassböle, Åsgårda (med naturreservatet Åsgårda stenåkrar) och Ödkarby.
Här finns också bydelen Kroklund, bosättningsområdena Bertbyvik och Brusta, fiskehamnen Hamnsundet (med sjöbevakningsstation), naturreservaten Knöppelskärs, Kråkskär och Länsmansgrund, berget Strömma Kasberg, fjärden Boxöfjärden, sundet Kuggsund, vikarna Karviken, Kuggviken, Nötviken, Saltviksfjärden, Tällviken, Verkviken, Ödkarbyviken, skären Kalskär, Koxnan, Rannö, Stäckan samt skärgården Lågskärgården.

## Tätorter
Vid Statistikcentralens tätortavgränsning den 31 december 2015 hade Saltvik kommun tre tätorter och tätortsgraden var 50,3 %.
| Nr | Tätort    | Folkmängd (31.12.2024) | Landareal km² | Folktäthet |
| -- | --------- | ---------------------- | ------------- | ---------- |
| 1  | Ödkarby   | 354                    | 3,45          | 102,6      |
| 2  | Rangsby   | 65                     | 1,70          | 38,2       |
| 3  | Haraldsby | 257                    | 1,16          | 221,6      |

## Sevärdheter
- Borgboda fornborg, gravfältet Ängisbacken från bronsåldern och järnåldern och Idas stuga söder om gården Borgboda i Östra Saltvik.
- Boxö fästningsruiner och Ålands största grotta.
- Saltviks kyrka från slutet av 1200-talet tillägnad Jungfru Maria
- Färjsundet.
- Vikingamarknaden i Vikingabyn i Kvarnbo.

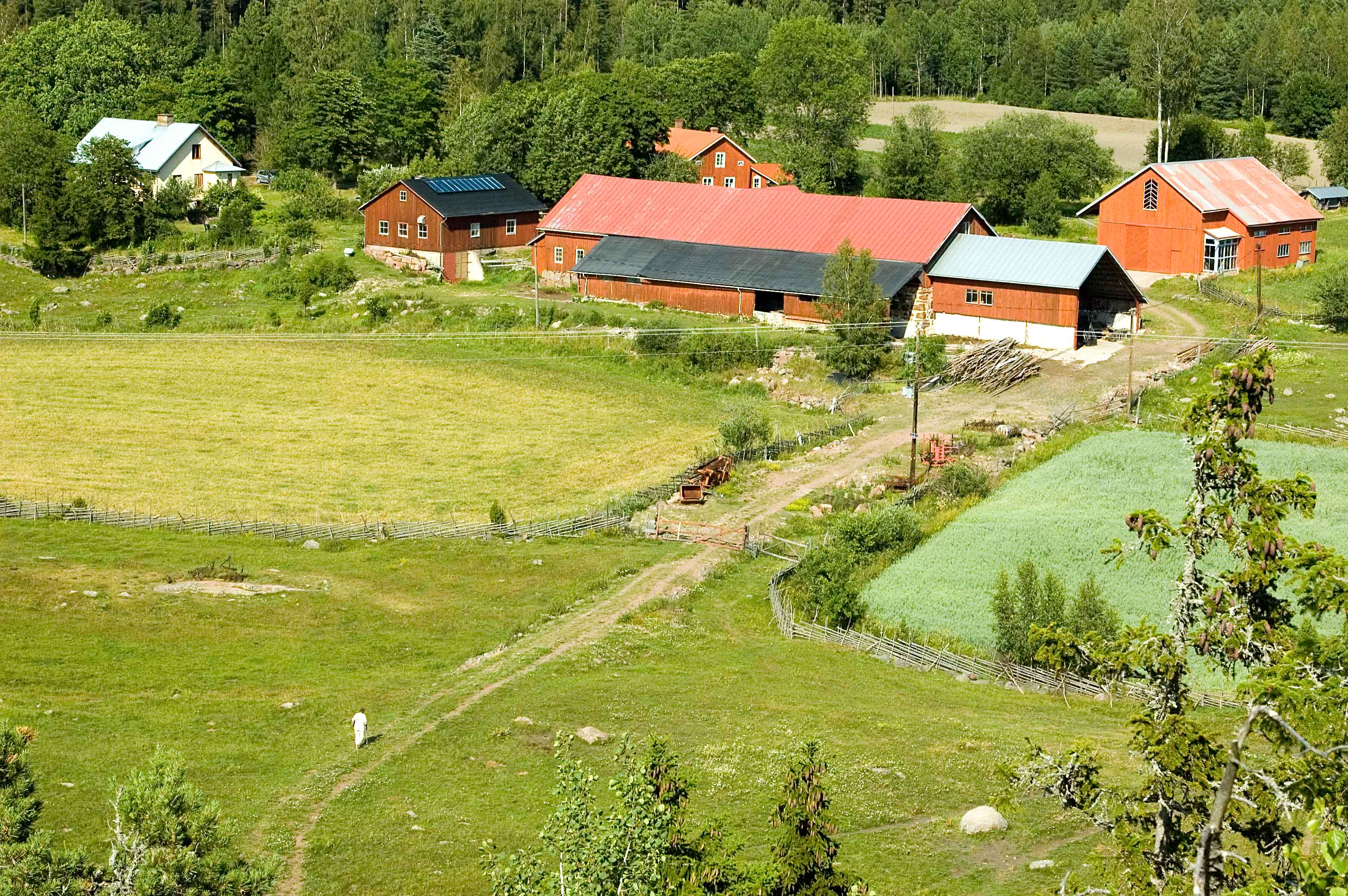
Borgboda från fornborgen
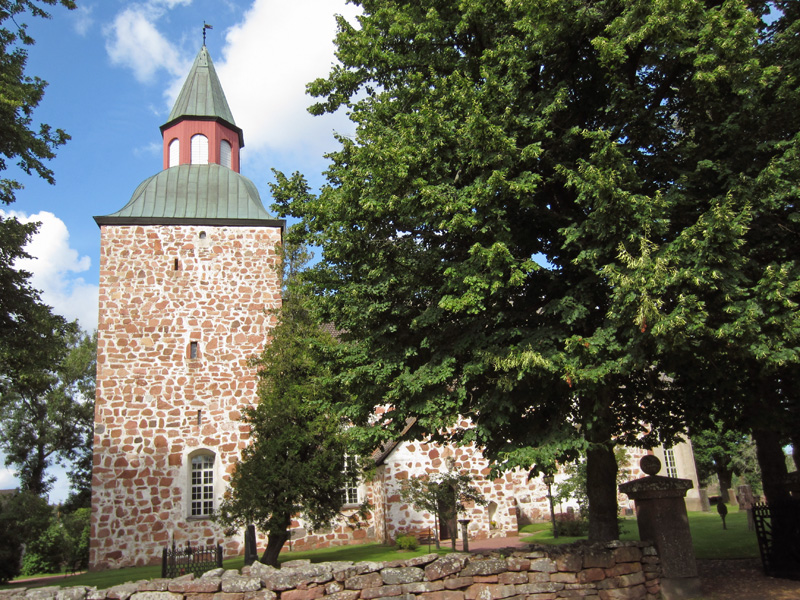
Saltviks kyrka
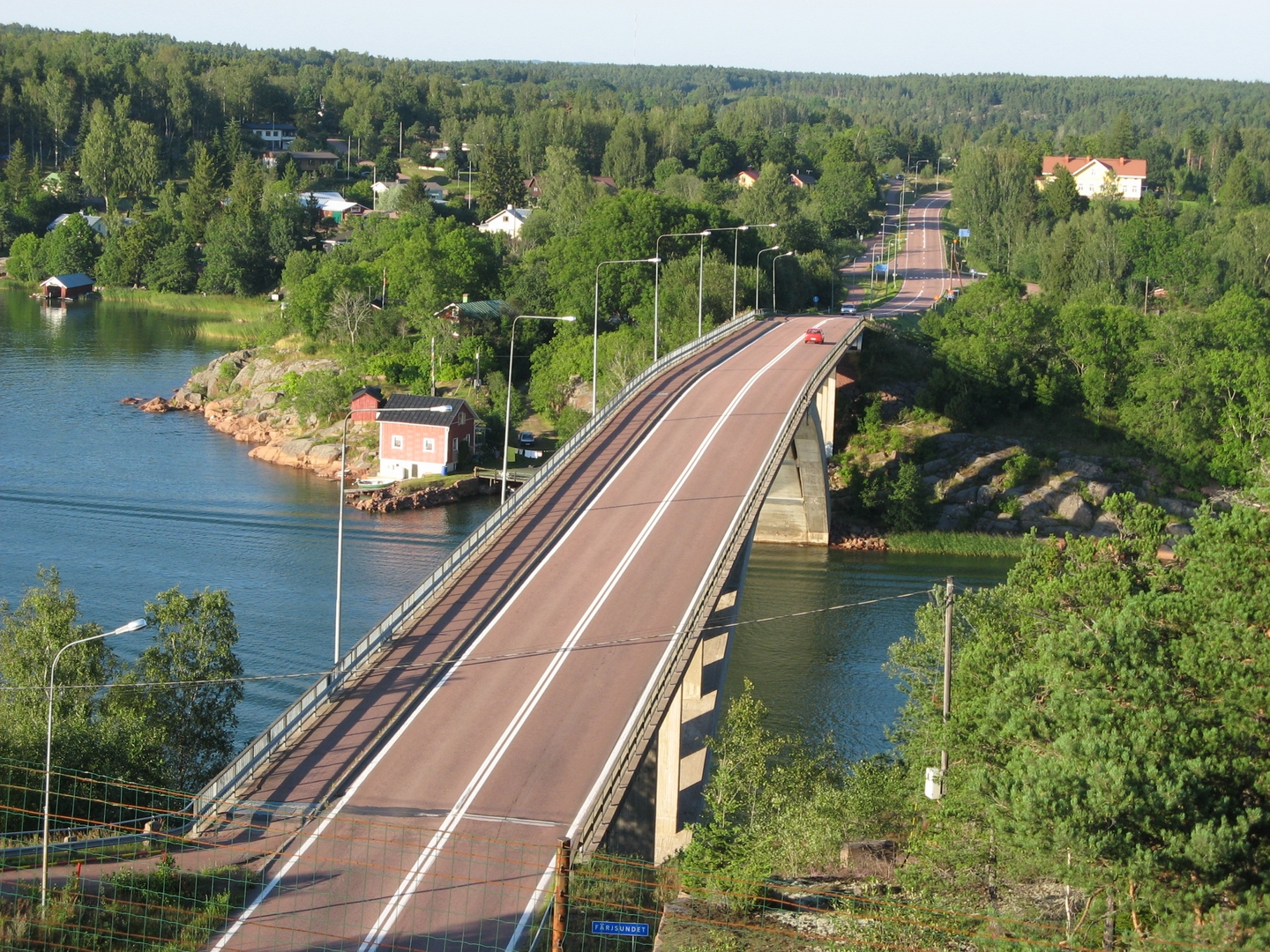
Färjsundet
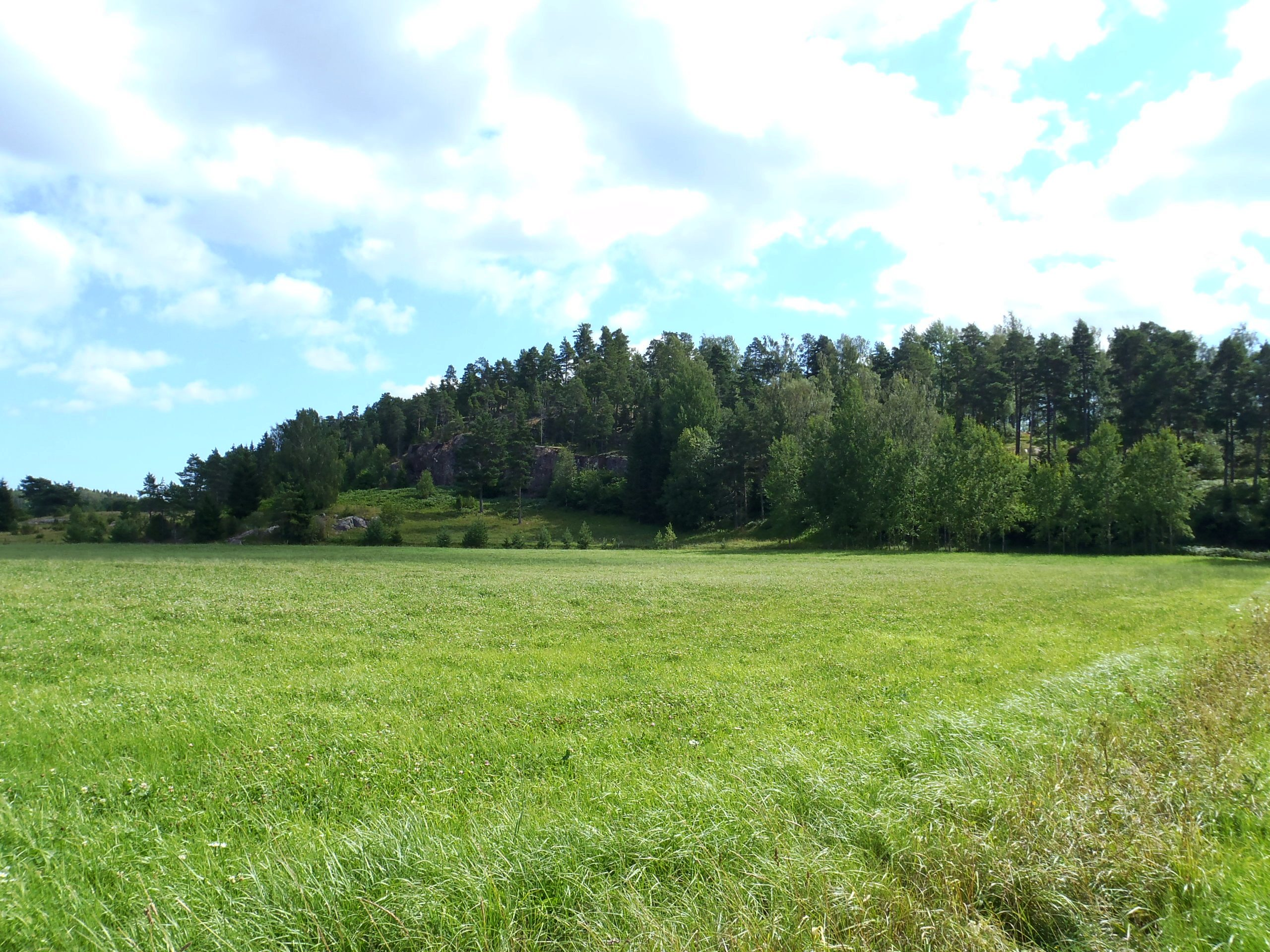
Fornborgen Borge
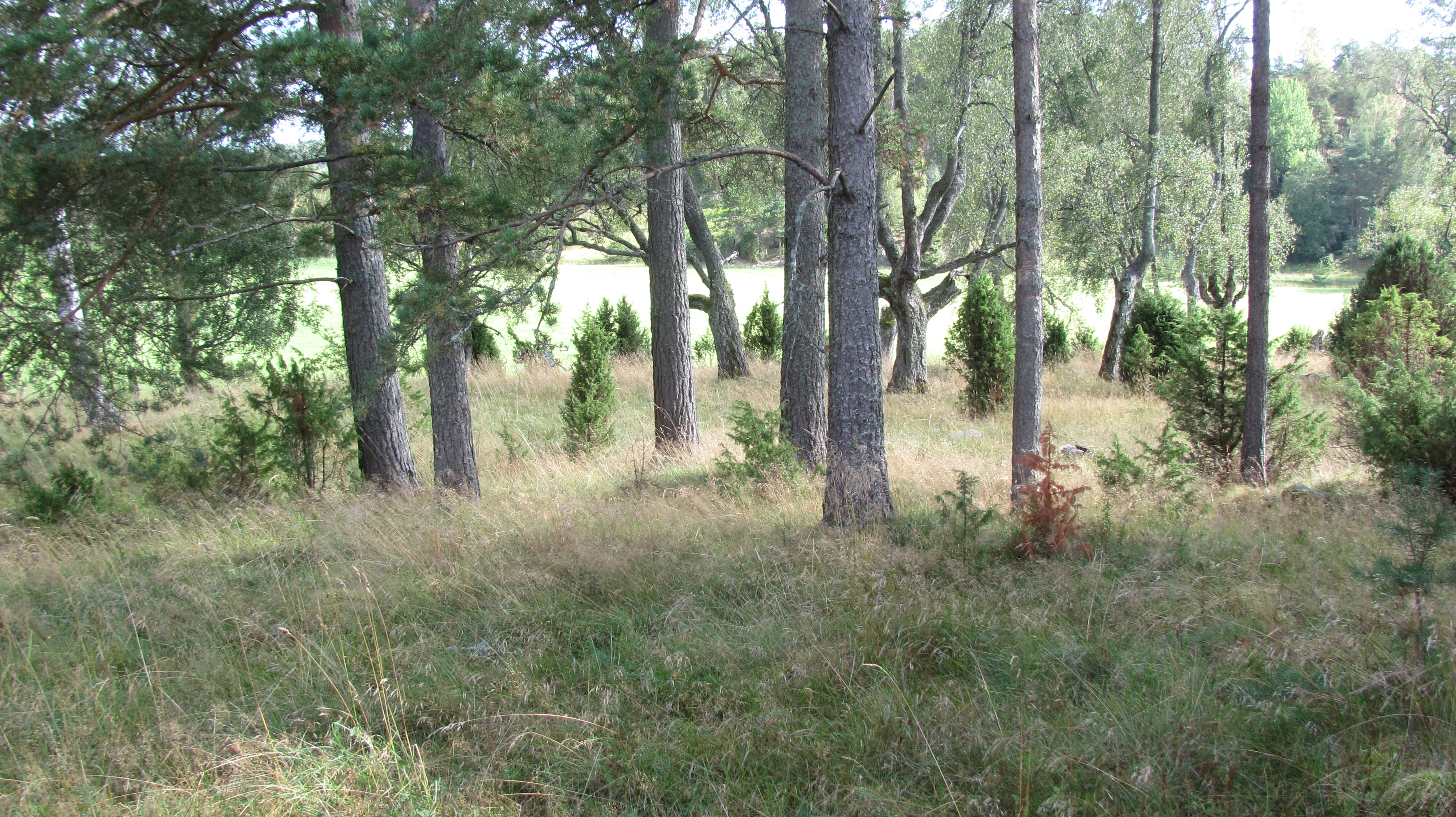
Gravfältet Ängisbacken

## Demografi

### Befolkningsutveckling
| Befolkningsutvecklingen i Hammarlands kommun 1910–2020         | Befolkningsutvecklingen i Hammarlands kommun 1910–2020 | Befolkningsutvecklingen i Hammarlands kommun 1910–2020 | Befolkningsutvecklingen i Hammarlands kommun 1910–2020 | Befolkningsutvecklingen i Hammarlands kommun 1910–2020 |
| -------------------------------------------------------------- | ------------------------------------------------------ | ------------------------------------------------------ | ------------------------------------------------------ | ------------------------------------------------------ |
|                                                                |                                                        |                                                        |                                                        |                                                        |
| År                                                             |                                                        |                                                        | Folkmängd                                              |                                                        |
| 1910                                                           | 1910                                                   |                                                        | 2 595                                                  |                                                        |
| 1920                                                           | 1920                                                   |                                                        | 2 416                                                  |                                                        |
| 1930                                                           | 1930                                                   |                                                        | 2 529                                                  |                                                        |
| 1940                                                           | 1940                                                   |                                                        | 2 232                                                  |                                                        |
| 1950                                                           | 1950                                                   |                                                        | 2 041                                                  |                                                        |
| 1960                                                           | 1960                                                   |                                                        | 1 656                                                  |                                                        |
| 1970                                                           | 1970                                                   |                                                        | 1 469                                                  |                                                        |
| 1980                                                           | 1980                                                   |                                                        | 1 564                                                  |                                                        |
| 1990                                                           | 1990                                                   |                                                        | 1 634                                                  |                                                        |
| 2000                                                           | 2000                                                   |                                                        | 1 679                                                  |                                                        |
| 2010                                                           | 2010                                                   |                                                        | 1 802                                                  |                                                        |
| 2020                                                           | 2020                                                   |                                                        | 1 806                                                  |                                                        |
| Anm: Uppgifterna avser förhållandena den 31 december varje år. |                                                        |                                                        |                                                        |                                                        |